# Shawn Colvin
Shawn Colvin (Vermillion, 10 januari 1956) is een Amerikaanse singer-songwriter.

## Biografie
Shawn Colvin groeide op in Carbondale in de Amerikaanse staat Illinois en studeerde later aan de Southern Illinois University Carbondale. Al op 10-jarige leeftijd begon ze gitaar te spelen. Haar eerste openbare concert gaf ze op 15-jarige leeftijd op de campus van de University of Illinois. Colvin noemde in interviews en autobiografie Joni Mitchell als primaire invloed op haar muziek.
Colvin begon eind jaren 1970 serieus te werken in het muziekcircuit, als eerste in Austin, daarna ook landelijk. Tijdens deze periode ontmoette ze haar muziekpartner John Leventhal, die later producent werd van meerdere albums van Colvin.
Haar carrière begon na eerste pogingen met een eigen band en verschillende andere verbintenissen in 1987 als achtergrondzangeres voor Suzanne Vega. Naast optredens met Tracy Chapman, Suzanne Vega, the Indigo Girls en andere artiesten werkte ze ook meerdere eigen tournees af. Haar eerste album onder haar eigen naam werd in 1989 uitgebracht.
Colvins eerste publicaties werden geprezen door de critici, maar verkochten echter niet als verwacht. Na enkele albums met eigen songs bracht ze Cover Girl uit, een collectie van nieuwe opnamen van songs van anderen.
Colvin had een hitsucces met het in oktober 1996 verschenen album A Few Small Repairs. De daarop voorkomende single Sunny Came Home plaatste zich in de Amerikaanse top 10 en won een Grammy Award voor de beste song en de opname van het jaar. Ze had meerdere verdere albums uitgebracht, die werden genomineerd voor Grammy Awards. Bovendien had ze een Greatest Hits-album en een compilatie van kerstmuziek uitgebracht.
In 2012 verscheen haar autobiografie Diamond in the Rough: A Memoir, die samen met All Fall Down werd uitgebracht en aangeboden. Het album werd geproduceerd door haar langjarige vriend Buddy Miller en in zijn thuisstudio in Nashville opgenomen. Miller contracteerde voor de opnamen onder andere de gitarist Bill Frisell, de bassist Viktor Krauss en de drummer Brian Blade.
Shawn Colvin woont met haar dochter in Austin en zet zich altijd nog in voor het muziekcircuit van Austin. Ze steunt liberale waarden en heeft af en toe benefietconcerten voor kandidaten van de democratische partij van de Verenigde Staten gespeeld. Bovendien steunt ze de Texas Public Interest Research Group. 

## Onderscheidingen

### Grammy Awards
- 1991: Best Contemporary Folk Album – Steady On
- 1998: Record of the Year – Sunny Came Home
- 1998: Song of the Year – Sunny Came Home

### Grammy Nominations
- 1994: Best Contemporary Folk Recording – Fat City
- 1994: Best Female Pop Vocal Performance – I Don't Know Why
- 1995: Best Contemporary Folk Album – Cover Girl
- 1997: Best Pop Album – A Few Small Repairs
- 1997: Best Female Pop Vocal Performance – Get Out of This House
- 1998: Best Female Pop Vocal Performance – Sunny Came Home

### New York Music Award
- 1989: Best Debut Female Vocalist

## Discografie

### Singles
- 1990: Steady On
- 1990: Diamond in the Rough
- 1992: Climb on (A Back That's Strong)
- 1993:	I Don't Know Why
- 1994:	Round of Blues
- 1994: Every Little Thing She Does Is Magic
- 1994: One Cool Remove (met Mary Chapin Carpenter)
- 1997:	Get Out of This House
- 1997: Sunny Came Home
- 1997: You and the Mona Lisa
- 1998: Nothin' on Me
- 2001: Whole New You
- 2001: Bound to You

### Albums
- 1989:	Steady On
- 1992:	Fat City
- 1994:	Cover Girl
- 1995: Live '88
- 1996:	A Few Small Repairs
- 1998:	Holiday Songs and Lullabies
- 2001:	Whole New You
- 2004: Polaroids: A Greatest Hits Collection
- 2006:	These Four Walls
- 2009: Live
- 2010: The Best of
- 2012:	All Fall Down
- 2015:	Uncovered
- 2016:	Colvin & Earle (met Steve Earle)

## Filmografie
- 1993: Baywatch, tv-serie, een aflevering
- 1995–1996: The Larry Sanders Show, tv-serie, twee afleveringen
- 1996: Grace of my Heart
- 1997: Fame L.A., tv-serie, een aflevering
- 2000–2001: The Simpsons, tv-serie, twee afleveringen, stem
- 2001: Heartbreakers
- 2008: Crazy
- 2013: Heart & Friends: Home for the Holidays (tv-film)

- Bibliothèque nationale de France: cb139979841 (data)
- Gemeinsame Normdatei: 134670892
- International Standard Name Identifier: 0000 0000 7365 2043
- Library of Congress Control Number: n91110656
- MusicBrainz: 42222090-c5e5-4243-8582-c29bc8b63ec6
- Nationale Bibliotheek van Tsjechië: xx0155463
- Nationale Bibliotheek van Israël: 987007297833005171
- Nederlandse Thesaurus van Auteursnamen: 102045054
- SNAC: w6sp4p9p
- Virtual International Authority File: 34653710
- WorldCat: E39PBJxWXJmT4rddCQF9R3t9Xd